# Бугай (монета)
«Буга́й» — пам'ятна біметалева монета номіналом 5 гривень, випущена Національним банком України, присвячена українському народному музичному інструменту у формі дерев'яного циліндра, одна з основ якого обтягнута шкірою з прикріпленим до неї пучком волосся кінського хвоста. Від його посмикування утворюється звук, що нагадує ревіння бугая. Цей басовий інструмент використовується в народних ансамблях для створення гумористичного ефекту.
Монету введено в обіг 7 листопада 2007 року. Вона належить до серії «Народні музичні інструменти».

## Опис монети та характеристики
| Номінал грн. | Метал                   | Маса, г | Діаметр, мм | Якість виготовлення       | Гурт                 | Тираж, штук |
| ------------ | ----------------------- | ------- | ----------- | ------------------------- | -------------------- | ----------- |
| 5            | нікелевий сплав, нордік | 9,4     | 28,0        | спеціальний анциркулейтед | секторальне рифлення | 50 000      |

### Аверс
На рельєфній поверхні аверсу символічно зображено звукові хвилі у вигляді стилізованого рослинного барокового орнаменту, розміщено стилізовані написи — «НАЦІОНАЛЬНИЙ БАНК УКРАЇНИ» (угорі), під яким ліворуч — малий Державний Герб України, «2007»/ «5 ГРИВЕНЬ» (унизу) та логотип Монетного двору Національного банку України.

### Реверс

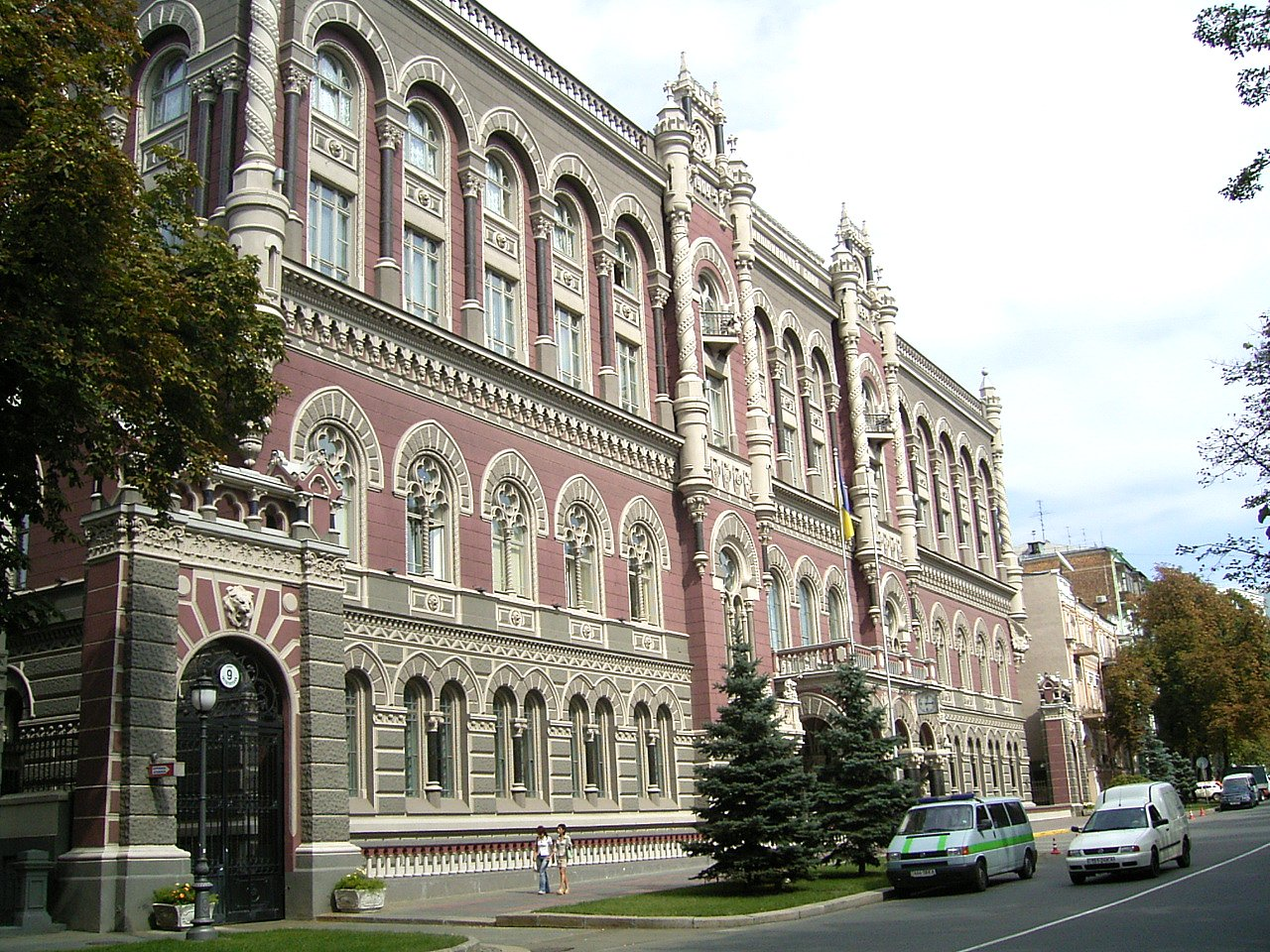
Будівля Національного банку України

На реверсі монети зображено музичний інструмент, по колу — бароковий орнамент і стилізований напис «БУГАЙ».

## Автори
- Художники: Таран Володимир, Харук Олександр, Харук Сергій.
- Скульптори: Дем'яненко Володимир, Атаманчук Володимир.

## Вартість монети
Ціну монети — 19 гривень встановив Національний банк України у період реалізації монети через його філії у 2007 році.
Фактична приблизна вартість монети, з роками змінювалася так:
| Рік        | 2010 | 2011 | 2012 | 2013 | 2014 | 2015 | 2016 | 2017 | 2018 | 2019 | 2020 | 2021 | 2022 | 2023 | 2024 | 2025 |
| ---------- | ---- | ---- | ---- | ---- | ---- | ---- | ---- | ---- | ---- | ---- | ---- | ---- | ---- | ---- | ---- | ---- |
| Ціна, грн. | 25   | 25   | 25   | 25   | 26   | 45   | 57   | 65   | 70   | 80   | 85   | 90   | 100  | 230  | 300  | 340  |